# Hilo
Hilo é uma fissura ou depressão numa víscera, especialmente no baço, pulmão, rim ou ovário, pela qual entram e saem os elementos vasculares, nervosos e linfáticos. A mesma designação, por vezes como «hilo cárpico» é utilizada em botânica para designar a cicatriz deixada na semente no ponto de inserção do funículo no óvulo.